# جورج هايز
جورج هايز (بالإنجليزية: George Hayes)‏ (25 سبتمبر 1908 - 16 مايو 1984) هو مدرب كرة قدم ولاعب كرة قدم بريطاني (وحمل سابقاً جنسية المملكة المتحدة لبريطانيا العظمى وأيرلندا) في مركز الهجوم. لعب مع نادي بارنسلي وPort Talbot Town F.C. ‏ ونادي نيلسون وBridgend Town A.F.C. ‏.